# Benthodesmus

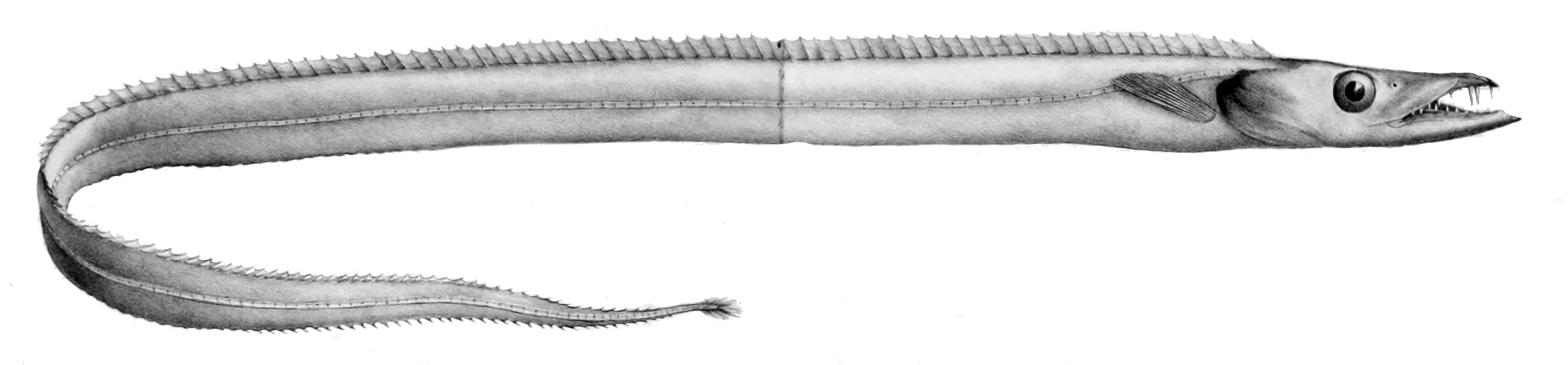
Benthodesmus tenuis (il·lustració del 1887)

Benthodesmus és un gènere de peixos pertanyent a la família dels triquiúrids.

## Descripció
- El perfil del cap s'aixeca suaument des de la punta del musell fins a l'origen de l'aleta dorsal.
- Clatell aixafat i sense cresta sagital.
- Aletes pèlviques petites i amb un radi diminut.
- Aleta caudal bifurcada.
- La línia lateral descendeix suaument des de dalt de l'obertura branquial fins a una posició mediolateral.[2]

## Alimentació
Mengen peixos, calamars i crustacis.

## Hàbitat i distribució geogràfica
Són peixos oceànics i bentopelàgics (encara que els joves són mesopelàgics) al talús continental que es troben a l'Atlàntic (des d'Islàndia fins a Madeira i les Canàries; des de Terranova fins a Bermuda; Sud-àfrica), l'Índic i el Pacífic.

## Taxonomia
- Benthodesmus elongatus (Clarke, 1879)[4]
- Benthodesmus macrophthalmus (Parin & Becker, 1970)[5]
- Benthodesmus neglectus (Parin, 1976)[6]
- Benthodesmus oligoradiatus (Parin & Becker, 1970)[5]
- Benthodesmus pacificus (Parin & Becker, 1970)[5]
- Benthodesmus papua (Parin, 1978)[7]
- Benthodesmus simonyi (Steindachner, 1891)[8]
- Benthodesmus suluensis (Parin, 1976)[6]
- Benthodesmus tenuis (Günther, 1877)[9]
- Benthodesmus tuckeri (Parin & Becker, 1970)[5]
- Benthodesmus vityazi (Parin & Becker, 1970)[5][10][11][12][13][14][15]